# Ostrožská Nová Ves
Ostrožská Nová Ves település Csehországban, a Uherské Hradiště-i járásban. Ostrožská Nová Ves Nedakonice, Ostrožská Lhota, Kunovice, Kostelany nad Moravou, Uherský Ostroh és Hluk településekkel határos. Lakosainak száma 3414 fő (2024. január 1.).

## Népesség
A település lakosságának változását az alábbi diagram mutatja:
| Lakosok száma | 2422 | 3121 | 3477 | 3483 | 3557 | 3348 | 3413 | 3492 | 3411 | 3414 |
|               | 1869 | 1890 | 1921 | 1950 | 1980 | 2001 | 2017 | 2019 | 2022 | 2024 |